# Chaetoseris
Chaetoseris é um género botânico pertencente à família Asteraceae. É originário das regiões temperadas da Ásia. É composto por 23 espécies descritas e destas 22 são aceites.
Este género não se encontra listado no sistema de classificação filogenética Angiosperm Phylogeny Website.

## Taxonomia
O género foi descrito por Chu Shih e publicado em Acta Phytotaxonomica Sinica 29(5): 398–411. 1991.

## Espécies
Segundo o The Plant List as espécies aceites neste género são:
- Chaetoseris beesiana (Diels) C.Shih
- Chaetoseris bonatii (Beauverd) C.Shih
- Chaetoseris ciliata C.Shih
- Chaetoseris cyanea (D.Don) C.Shih
- Chaetoseris dolichophylla C.Shih
- Chaetoseris grandiflora (Franch.) C.Shih
- Chaetoseris hastata (Wall. ex DC.) C.Shih
- Chaetoseris hirsuta (Franch.) C.Shih
- Chaetoseris leiolepis C.Shih
- Chaetoseris likiangensis (Franch.) C.Shih
- Chaetoseris lutea (Hand.-Mazz.) C.Shih
- Chaetoseris lyriformis C.Shih
- Chaetoseris macrantha (C.B.Clarke) C.Shih
- Chaetoseris macrocephala C.Shih
- Chaetoseris pectiniformis C.Shih
- Chaetoseris qiliangshanensis S.W.Liu & T.N.Ho
- Chaetoseris rhombiformis C.Shih
- Chaetoseris roborowskii (Maxim.) C.Shih
- Chaetoseris sichuanensis C.Shih
- Chaetoseris taliensis C.Shih
- Chaetoseris teniana (Beauverd) C.Shih
- Chaetoseris yunnanensis C.Shih